# Arwa Saleh
Arwa Saleh (El Cairo, 1951 - 1997) fue una maestra, traductora, comunista y feminista egipcia. Fue líder veterana en el movimiento estudiantil radical de los años setenta. También fue miembro del comité central del Partido Comunista Marxista-Leninista de los Trabajadores de Egipto (ECWP). Gran parte de su escritura apareció en el clandestino periódico del ECWP. También publicó varias traducciones de literatura marxista en árabe, incluida Class Struggle and Women’s Liberation, 1640 to today (1984) de Tony Cliff. Tiene dos colecciones de ensayos publicados: al-Mubtasarun (Las prematuras) y otra, publicada póstumamente, titulada Saratan al-Rawh (Cáncer del alma). Se suicidó en 1997. 

## Biografía
Arwa Saleh nació en 1951 en El Cairo y estudió literatura inglesa en la Universidad de El Cairo. Al graduarse, trabajó como maestra de escuela por un corto tiempo, y luego como traductora para la Agencia de Noticias del Medio Oriente de propiedad estatal y el periódico económico al-'Alam al-Yawm (The World Today), financiado por Arabia Saudita. Escribió ensayos sociopolíticos bajo seudónimos, y sus traducciones de literatura marxista aparecieron en folletos y boletines internos y secretos del Partido Comunista Egipcio de los Trabajadores (Hizb al-'Ummal al-Shuyu'i al-Misri), que funcionaban como una organización clandestina. 

### Participación en la política radical
Saleh fue una figura prominente en el movimiento estudiantil radical de principios de la década de 1970, que surgió en respuesta a la derrota de Egipto en la Guerra de los Seis Días de 1967 y la oposición al régimen de al-Sadat. Una ola anterior de política estudiantil radical en Egipto estalló en 1968, exigiendo un castigo más severo para los responsables de la derrota en la guerra árabe-israelí. Muchos líderes de esta ola fueron cooptados por el régimen o intimidados y arrestados con éxito. Esta ola de activismo estudiantil facilitó la movilización y el reclutamiento de más estudiantes en la vida política. A fines de 1971 y principios de 1972, estalló una nueva ola de manifestaciones y huelgas dirigidas por estudiantes, con el apoyo popular. Los recortes de Anwar al-Sadat al gasto público y la supresión de la libertad de expresión provocaron ira y miedo, y el estancamiento con Israel significó que muchos estudiantes pasaron un período prolongado en el servicio militar obligatorio sin esperanza de ingresar al mercado laboral. Los movimientos estudiantiles, como resultado, se volvieron más organizados y militantes: circularon folletos, panfletos y reuniones organizadas que criticaban al régimen. Los estudiantes ocuparon el campus durante semanas, empleando las máquinas y los suministros de impresión de la prensa oficial de la Universidad de El Cairo para imprimir sus declaraciones. 
Arwa Saleh y Siham Sabri dirigieron huelgas sentadas en la universidad y, junto con muchos otros, compusieron ensayos para carteles de pared, lemas, leyeron poesía y representaron obras de teatro. Cuando la policía irrumpió en el campus el 29 de diciembre de 1972, ambos líderes estudiantiles fueron arrestados y pasaron un tiempo en la cárcel. A fines  de 1972 y principios de 1973, los estudiantes ocuparon la plaza Tahrir en El Cairo (una escena recordada y replicada en enero de 2011). A pesar de la represión estatal y la falta de una prensa independiente, los estudiantes obtuvieron el apoyo del público que se unió al llamado para liberar al Sinaí de Israel y poner fin al autoritarismo. El profundo compromiso y participación de Saleh en estas protestas informaría su trabajo posterior. En al-Mubtasarun [The Premature o The Stillborn] reflexionaría sobre el legado de los líderes estudiantiles de la década de 1960, a quienes calificó como 'la generación melancólica', y las frustradas esperanzas del movimiento estudiantil de la década de 1970 que no logró traducir el apoyo nacionalista masivo en apoyo para un agenda que aborda la inequidad de clase, la redistribución de la riqueza y otros problemas sociales, como tal, para ella esta generación es 'prematura'. 
Salih se convirtió en miembro del comité central del Partido de los Trabajadores Comunistas de Egipto, una gran organización que surgió del movimiento estudiantil de 1972 y también participó en los levantamientos de 1977 contra las políticas de liberalización económica de Sadat.

### Vida posterior y escritura publicada
La depresión de Salih ante el fracaso de la promesa de la izquierda revolucionaria y la realidad de Egipto en la década de 1980 la llevó a separarse del partido. Más tarde se fue a España. Escribió en este período, reflexionando sobre su amargura con las organizaciones en las que estuvo involucrada, la explotación sexual que sufrieron las mujeres dentro de las organizaciones comunistas y el comportamiento de los intelectuales masculinos dentro del partido y el movimiento. En un trabajo publicado más tarde a título póstumo, escribió que había recibido tratamiento psiquiátrico mientras estaba ausente. Su primer manuscrito (que se perdió y nunca se publicó) y un texto autobiográfico publicado póstumamente Strolling: Daydream of a Lonely Rover se dedicó a pacientes en clínicas psiquiátricas. Más tarde también publicó una traducción al árabe del libro de 1984 de Tony Cliff Class Struggle and Women's Liberation.
Su trabajo más destacado al-Mubtasarun [The Premature o The Stillborn] fue una memoria de su experiencia en el movimiento estudiantil de los años setenta, para que la generación de los noventa quizás aprendiesen de los errores pasados. El libro fue publicado cinco años después de ser escrito, y recibió una nueva introducción. 
Sana 'al-Masri declaró que Salih tenía que conseguir un trabajo cuando su supervisor en al-'Alam al-Yawm, un exactivista marxista, la persiguió por la publicación de al-Mubtasarun, para demostrarle a la gerencia del periódico que rechazaba su pasado marxista. Pero la aguda crítica de Salih a sus antiguos camaradas en al-Mubtasarun, muchos de los cuales ahora dirigían organizaciones financiadas por Occidente, significaba que muchos de ellos se negaron a contratarla también.
A lo largo de su vida adulta, sufrió depresión clínica y episodios de esquizofrenia. Después de varios intentos fallidos, se suicidó en 1997, unos meses después de la publicación de al-Mubtasarun .

## Vida personal
Salih se casó tres veces, dos veces con intelectuales comunistas, y un breve matrimonio con un poeta mucho más joven de la generación de los noventa. Estuvo involucrada románticamente con varios camaradas en el movimiento a lo largo de su vida, y escribió en al-Mubtasarun sobre el tratamiento de las mujeres y la liberación sexual por parte de los intelectuales masculinos en los círculos de izquierda, aunque sin referirse directamente a sus propias experiencias. Su verdadero amor, a quien le dedicó el libro, fue el joven intelectual Baha 'al-Naqqash. 

## Muerte y publicaciones póstumas
En 1997, Arwa Saleh se suicidó saltando de un departamento en el décimo piso. El evento se menciona en la novela de 1999 de Ahdaf Soueif, The Map of Love, y Soueif y Salih habían estudiado juntos en el Departamento de Inglés de la Universidad de El Cairo a principios de los años setenta. Su muerte también recibió tratamiento ficticio en la novela de Radwa Ashour 2008 Release, así como en la novela de 2014 de Youssef Rakha The Crocodiles. En Fathi Imbabi's al-Sab'iyyun (La generación de 1970), Imbabi publicó un largo elogio para Salih sin mencionar su nombre aparte de la dedicatoria, responsabilizando a sus camaradas (incluido él mismo) por su depresión y suicidio. 
En 1998 se publicó una selección breve de sus artículos, que incluían un extracto de sus memorias, un largo poema y un ensayo sobre el novelista Son'allah Ibrahim y se tituló Saratan al-Rawh (Cáncer del alma). al-Mubtasarun fue reeditado más tarde en 2016, por la Organización General del Libro de Egipto, un órgano del Ministerio de Cultura, como parte de su serie 'biblioteca familiar'. 

## Trabajos
- al-Mubtasarun [Las prematuras], 1996. Traducido al inglés por Samah Selim, 2016.
- Saratan al-Rawh [Cáncer del alma], 1998. El Cairo: Dar al-Nahr.